# ヤマハ・OX77
ヤマハ・OX77は、ヤマハ発動機が全日本F3000選手権用に開発・製造したV型8気筒、3.0 L (180 cu in)のレシプロエンジン。1987年から1988年まで使用された。フォード・コスワース・DFVエンジンをベースとしているが、DFVは4バルブに対し、5バルブを使用している。開発及び供給にはケン・マツウラレーシングサービスが関与している。
1988年に鈴木亜久里が全日本F3000選手権でシリーズチャンピオンを獲得したエンジンとして知られている。